# 龙会
龙会（?—?），西晋时焉耆王，焉耆王龙安的儿子。
龙会少年勇杰，立为世子。因为父亲龙安被龟兹王白山侮辱，受父亲遗命，即位后击灭白山，据龟兹国。派儿子龙熙回到焉耆国为王，龙会称霸西域，葱岭以东都服从他。他恃勇轻敌，曾经宿营在外，被龟兹国人罗云杀害。